# Келлер, Эрнст
Эрнст Келлер (нем. Ernst Keller; 15 июня 1891, Филлиген, Аргау — 4 ноября 1968, Цюрих) — графический дизайнер, преподаватель, художник. Один из основателей Швейцарской школы дизайна.

## Преподавательская деятельность
Келлер получил образование рисовальщика и литографа. В 1918 году, по приглашению Юлиуса де Претере начал преподавать в Школе прикладных искусств и наук в Цюрихе (Kunstgewerbeschule Zürich). С именем де Претере, который стал ректором Школы прикладных искусств в 1906 году, связана непосредственная реформа дизайн-образования. Особенностью новой образовательной практики стало приглашение к преподаванию не живописцев, а прикладных дизайнеров. Одним из новых преподавателей стал Эрнст Келлер. «По сути, именно он сформировал тот образовательный стандарт и ту программу, которые позволили обозначить основные принципы Швейцарского стиля».
Учебный курс, созданный Келлером считается одной из первых систематических программ по графическому дизайну. Келлер предложил один из первых курсов, посвященных типографике. Курс Келлера стал одной из первых попыток включить типографику в систему высшего образования.
Преподавательская практика Келлера сделала возможным появление нового поколения художников, ориентированных не столько на абстрактную художественную практику, сколько на формирование прикладной изобразительной программы. Целью курсов Келлера было не воспитание художников, а подготовка дизайнеров-графиков — то есть, мастеров прикладного толка. Среди его учеников были такие выдающиеся графики как Йозеф Мюллер-Брокманн.

## Типографика
Келлер придал типографике принципиально новый статус. Из подчиненной дополнительной дисциплины она превратилась в автономную визуальную программу, обладающую самостоятельным художественным статусом.
Келлер принципиально изменил понимание деятельности художника. Основой художественной программы Келлер считал ремесло. Эта стратегия сделала возможными творческие биографии многих мастеров-графиков, включая Яна Чихольда.

## Швейцарский стиль
Преподавание и педагогическая практика Келлера оказали принципиальное влияние на развитие Швейцарского стиля в графическом дизайне. Его графические работы принято считать ранним образцом Швейцарского стиля.
Деятельность Келлера является уникальным примером создания крупнейшего феномена в области искусства и дизайна усилиями преподавателя-практика. «Швейцарский стиль сформировался как базовая доктрина, усвоенная на уровне образовательных систем.»